# Floyd Gottfredson
Arthur Floyd Gottfredson (Kaysville, 5 mei 1905 - La Crescenta-Montrose, 22 juli 1986) was een Amerikaanse striptekenaar. Hij is met name bekend vanwege zijn bijdragen aan strips over Mickey Mouse.
In oktober 2003 kreeg hij postuum de Disney Legends-award toegekend.
- Bibliothèque nationale de France: cb12083834b (data)
- Gemeinsame Normdatei: 130640158
- International Standard Name Identifier: 0000 0001 1845 3225
- Library of Congress Control Number: n88014764
- Nederlandse Thesaurus van Auteursnamen: 072357649
- RKD-Nederlands Instituut voor Kunstgeschiedenis: 342419
- SNAC: w62r45tc
- Système universitaire de documentation: 164525602
- Union List of Artist Names: 500123832
- Virtual International Authority File: 100275709
- WorldCat: E39PBJqVVWfm6btctmJ34669Xd